# Tom Lawrence
Thomas Morris „Tom“ Lawrence (* 13. Januar 1994 in Wrexham) ist ein walisischer Fußballspieler. Der Stürmer stand zuletzt bei den Glasgow Rangers unter Vertrag und ist ehemaliger A-Nationalspieler.

## Karriere

### Vereine
Lawrence begann seine Karriere beim FC Everton, wechselte aber bereits im Alter von acht Jahren zu Manchester United. Dort durchlief er alle Jugendmannschaften und wurde zur Saison 2013/14 zu Carlisle United in die dritte englische Liga verliehen, wo er erste Einsätze sammelte. In der darauf folgenden Saison verlieh United Lawrence zu Yeovil Town in die zweite englische Liga.
Am 6. Mai 2014 kam Lawrence beim 3:1-Heimsieg gegen Hull City zu seinem ersten Einsatz für Manchester United in der Premier League. Er stand in der Startelf und wurde in der 70. Minute durch Ryan Giggs ersetzt.
Am 1. September 2014 wechselte Lawrence zu Leicester City. Er unterschrieb einen Vierjahresvertrag bis zum 30. Juni 2018. Zu Ende des Jahres lieh man ihn zum Zweitligisten Rotherham United aus, für den er in sechs Spielen zum Einsatz kam und dabei ein Tor erzielte.
Im August 2015 wurde Lawrence bis Anfang 2016 an den Zweitligisten Blackburn Rovers verliehen. Nach seiner Rückkehr spielte er bis Ende Mai 2016 auf Leihbasis bei Cardiff City. Ende August 2016 wurde er für ein Jahr an Ipswich Town verliehen. Anschließend wechselte Lawrence fest zu Derby County. Nachdem der Verein in den ersten beiden Spielzeiten nur knapp den Aufstieg in die Premier League verpasst hatte, verschlechterten sich die Leistungen der Mannschaft in den folgenden Jahren und gipfelten in der EFL Championship 2021/22 im Abstieg in die dritte Liga. Tom Lawrence agierte in fünf Jahren bei Derby als Stammspieler und erzielte in seiner letzten Saison elf Ligatore für sein Team.
Am 8. Juli 2022 wechselte der 28-Jährige nach Schottland zu den Glasgow Rangers.

### Nationalmannschaft
Lawrence kam am 10. Oktober 2012 bei der 1:3-Niederlage gegen Schweden zu seinem Debüt in der walisischen U19-Nationalmannschaft. Dabei erzielte er nach 11 Minuten das Tor zur zwischenzeitlichen 1:0-Führung. Am 22. März 2013 kam er erstmals für die U21-Auswahl zum Einsatz und traf gegen die Republik Moldau zum 1:0-Sieg. Am 11. Oktober 2013 erzielte er beim 2:0-Sieg gegen Litauen beide Tore.
Am 13. Oktober 2015 debütierte Lawrence beim 2:0-Sieg im Rahmen der EM-Qualifikation gegen Andorra in der A-Nationalmannschaft. Sein erstes Tor erzielte er am 6. Oktober 2017 zum 1:0-Sieg im WM-Qualifikationsspiel gegen Georgien.